# Расовский, Дмитрий Александрович
Расовский, Дмитрий Александрович (19 апреля 1902, Москва — 6 апреля 1941, Белград) — русский учёный, кыпчаковед, философ, этнограф, историк и археолог.

## Краткая биография
Родился в Москве. Доктор философии Пражского университета. Автор статей по истории и искусству. В 1938 г. переехал в Белград, где работал во вновь открытом Институте имени Н. П. Кондакова. Погиб 6 апреля 1941 г. в первый день немецкой бомбардировки Белграда — вместе со своей женой Ириной в здании Института.

## Сочинения
- Расовский Д. А. Половцы, I: Происхождение половцев. — SK. 1935, t. 7.
- Расовский Д. А. Половцы, III: Пределы «поля половецкого». — SK. 1937, t. 9.
- Расовский Д. Половцы. — SK, 1935, v. 8, p. 161—182; 1938, v. 10, p. 155—188; 1940, v. 11, p.
- Расовский Д. А. Печенеги, торки и берендеи на Руси и в Угрии. — «Seminarium Kondakovianum», t. VI. Prague, 1933.
- Расовский Д. К вопросу о происхождении Codex Cumanicus. — SK, 1929, v. 3, p.
- Расовский Д. О роли чёрных клобуков в истории древней Руси. — SK, 1927, v. 1, p.
- Расовский Д. А. Русь, чёрные клобуки и половцы в 12 в. — «Известия на Българско историческо дружество», София, 1940 г.
- Расовский Д. Печенеги, торки и берендеи на Руси и в Угрии // Из истории русской культуры. — М.: Языки славянской культуры, 2002. — Т. II. — Кн. 1: Киевская и Московская Русь. — С. 82—142.
- Расовский Д. А. Половцы. Чёрные клобуки: печенеги, торки и берендеи на Руси и в Венгрии (работы разных лет). — М.: ЦИВОИ, 2012. — 237 с.
- Расовский Д. Половцы, торки, печенеги, берендеи. — М.: Ломоносовъ, 2016. — 200 с. Архивировано 9 августа 2024 года.